# Ravece
La Ravece è un'antica cultivar di olivo, originatasi in Irpinia entro i primi del Cinquecento. Il suo frutto è apprezzato per le peculiari caratteristiche organolettiche.

## Caratteristiche
La sua presenza è documentata a partire dal 1517 in Ariano, sia pur nella forma Ravej. È coltivata quasi esclusivamente nella provincia di Avellino, ove peraltro è diffusa anche l'Ogliarola. La pianta è abbastanza rustica e di vigoria media; la chioma, dalla tipica colorazione grigio verde, è fitta e compatta. Essendo autosterile deve avvalersi di impollinatori come il Pendolino e Maurino. Le drupe sono di taglia medio grande.

### Produzione e olio
La produttività è abbondante e costante, mentre la maturazione è tardiva. L'oleosità è medio bassa (15-16%) ma ad essere apprezzata è la qualità dell'olio. Questo è giallo-verde, dall'aroma fruttato, sapore deciso amaro e piccante; presenta note di pomodoro verde, carciofo, erbe e a volte mandorla. Il prodotto finale, l'olio extravergine Irpinia - Colline dell'Ufita, è un marchio a denominazione di origine protetta (DOP).